# 18 février 1959
Le mercredi 18 février 1959 est le 49e jour de l'année 1959.

## Naissances
- Alexandre Djouhri, homme d'affaires franco-algérien
- Ann Soete, politicien belge
- Hallgrímur Helgason, écrivain islandais
- Huw Davies, joueur de rugby britannique
- Jayne Atkinson, actrice anglaise
- Paul de Lasteyrie du Saillant de Comborn, ingénieur, directeur de société
- Vladimir Lapitsky, escrimeur soviétique

## Décès
- Eric Zeisl (né le 18 mai 1905), compositeur
- Fred Gouin (né le 26 avril 1889), chanteur de variétés et compositeur
- Gago Coutinho (né le 17 février 1869), amiral
- Paul Zeiger (né le 8 septembre 1881), footballeur français
- Pierre Ryckmans (né le 23 novembre 1891), haut fonctionnaire colonial belge

## Événements
- Création de Oil India
- basé en Allemagne pour son service militaire, le rocker américain Elvis Presley passe en permission à Paris. Il assiste au spectacle nocturne du Lido et monte même, à la surprise générale, sur scène pour chanter quelques titres.[réf. nécessaire]
- Création des municipalités brésiliennes : Embu et Roseira